# جيري كرانشر
إرميا "جيري" كرانشر Jerry Cruncher شخصية خيالية في رواية تشارلز ديكنز الشهيرة قصة مدينتين .الصادرة عام 1859

## حول الشخصية
يعمل إرميا "جيري" كرانشر كحامل لبنك تيلسونز في لندن. يكسب أموالاً إضافية كرجل يعمل في نقل الجثث من المقابر لبيعها لكليات الطب والطلاب . خلال القصة، يرافق جيري كرانشر جارفيس لوري ولوسي مانيت إلى باريس لاستعادة الدكتور ألكسندر مانيت . بالعودة إلى إنجلترا، ساعد سيدني كارتون "في الحصول على شيء" من الشاهد والجاسوس الحكومي المدفوع، جون بارساد . يرافق لوسي وملكة جمال بروس إلى الكنيسة في الليلة التي صادفا فيها سيدني كارتون، وفي وقت لاحق من تلك الليلة حاول كرانشر "إحياء" زميل برساد وزميله الجاسوس روجر كلي في المقبرة دون جدوى. في وقت لاحق في باريس، سيتذكر جيري أن كلاي لم يكن في نعشه وسيمرر هذه المعلومات إلى كارتون الذي سيستخدمها لابتزاز بارساد لإدخال كارتون إلى السجن لإنقاذ تشارلز دارناي الذي سجنه الثوار. قبل مغادرة باريس، سيتخلى كرانشر عن سرقة القبور ويصمم على أن يكون أكثر لطفًا مع زوجته، التي كان يسيء معاملتها جسديًا ولفظيًا.

## التصوير السينمائي والمسرحي
- في فيلم 1935، تم تصوير جيري كرانشر من قبل بيلي بيفان .
- في فيلم عام 1958، قام ألفي باس بدور جيري كرانشر.
- في الفيلم التلفزيوني عام 1980، قام جورج إينيس بدور جيري كرانشر
- في عام 2008 في مسرحية برودواي الموسيقية المقتبسة عن " قصة مدينتين "، لعب جيري كرانشر دور كريج بينيت .

## روابط خارجية
- لمحة شخصية عن جيري كرانشر